# ダーウィン賞
ダーウィン賞（ダーウィンしょう、英: Darwin Awards）は、自らの愚かな行為によって「死亡する」もしくは「生殖能力を喪失する」ことで劣った遺伝子を抹消し、「人類の進化に貢献した」人物に対する皮肉として贈られる賞。進化論者であるチャールズ・ダーウィンにちなんで名づけられた。
優れた業績を挙げた生物学者に授与されるダーウィン・メダルとは全く関係が無い。

## 歴史

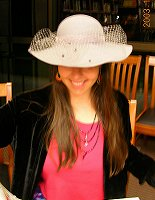
ダーウィン賞のウェブサイトの管理者及び関連書籍の著者であるウェンディー・ノースカット

ダーウィン賞は、都市伝説が広く知られるようになった1985年に、電子メールやニュースグループの議題として作られた。Usenet のふたつの話題、1985年8月7日「Vending Machine tipover」、および1990年12月7日の「JATO Rocket Car」は、早い時期から紹介されていた。「JATO Rocket Car」の話題は1995年から1997年の間、電子メールにより紹介されていた。また1991年から毎年、1999年ダーウィン賞（1999年の場合）などといった題名のメールリストが、匿名で作成されている。ダーウィン賞を記録したウェブサイトもいくつか存在する。よく知られているのは、ダーウィン賞に関する本の著者であるウェンディー・ノースカットが管理しているサイトである。

## 受賞資格

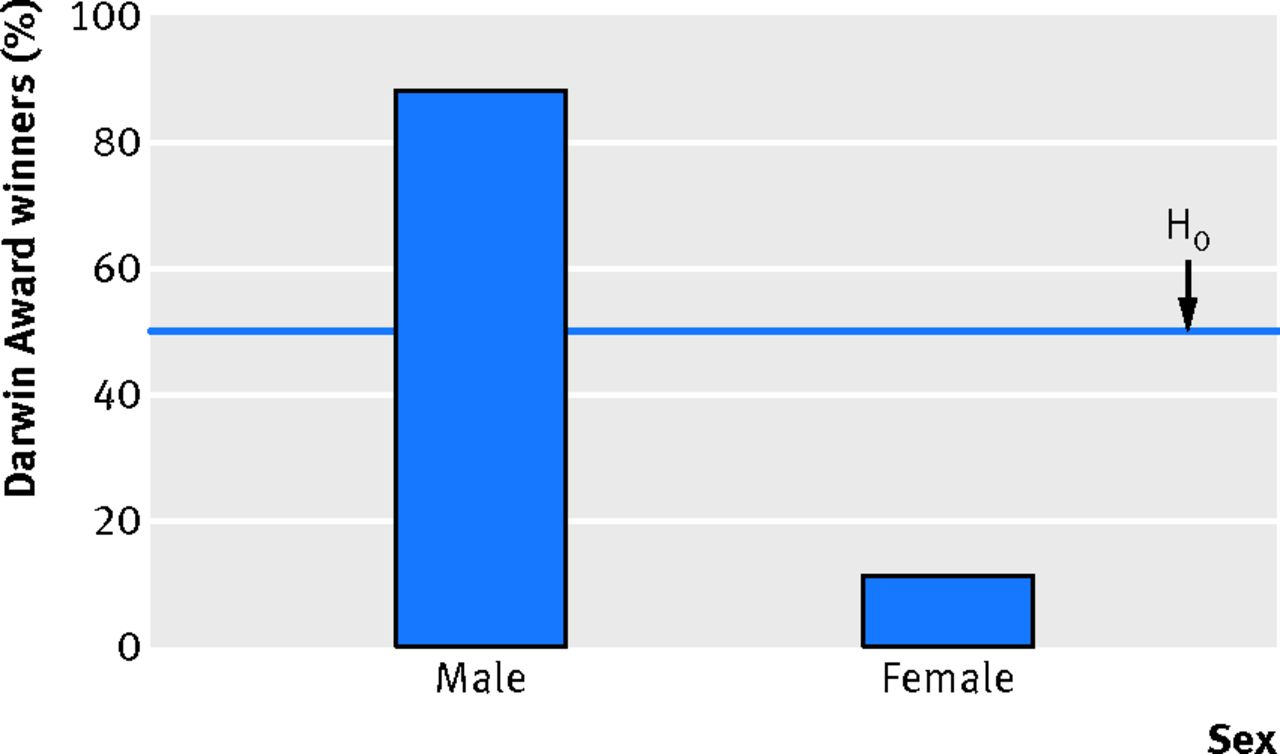
男性と女性のダーウィン賞受賞者。H_{0}線は、男性と女性が同じように馬鹿げているという帰無仮説の下で期待される割合を示す。

ノースカットは、ダーウィン賞の受賞には5つの条件があるとしている。
子孫を残さないこと — 事故が原因で死亡したかまたは生殖能力を失った者であること。ただし、その前に子孫を残していた場合は受賞の対象にはならない。
この賞の意義は「愚かな遺伝子を後世に伝えないことで人類の進化に貢献した者」を称えることにある。したがって、事故発生時にすでに子孫を残していたり、事故発生時に高齢等によってすでに生殖能力が失われていた場合は受賞の対象とはならない。「生殖能力を失った」ことを確認するためには、ダーウィンの著書に記述されている「無人島テスト」が適用される。これは「生殖可能な異性とともに無人島に漂着したとして子孫を残せるか」により生殖能力を判断するものであり、残せない状態になっていれば「合格」となる。テストの性質上、試験管内での受精や人工授精、クローン技術による生殖の作成の余地は残されていることになる。実際の受賞者は、事故で死亡したか事故で性器が使用不能になったかのいずれかである場合がほとんどである。なお、これらの規定はしばしば議論の対象となっている。
優れていること — 驚くべき愚行
候補者の愚かさはユニークかつセンセーショナルでなければならない。寝タバコなどのよくある愚行については、ダーウィン賞の対象にはならない。ただし、病院で喫煙を禁止されたにもかかわらず、喫煙を続けたことにより亡くなった人は、受賞の対象となる。素晴らしい功績、例えば、ニトログリセリン錠剤を飲み込み、壁に突っ込み爆発することによって死亡した場合は、この条件に当てはまる。しかし、ダーウィン賞を得ようとして「驚くべき愚行」を行った場合は受賞の対象にはならない。
自ら自然淘汰を行うこと — 自らが死の原因
手榴弾により友人を殺害すること自体は受賞の対象にならない。しかし、手榴弾から煙突クリーナーを作ろうとして自ら死を招いてしまった場合(2005年のケース)は受賞の対象となる。責任を持つ団体が直接関わることを除き、他人を殺害すること、または他人の性機能を奪ってしまうことは受賞の対象とはならない。また、自分自身が死の原因になる必要があるとはいっても自殺志願者は受賞の対象外であり、受賞者自身が「その行為により、自分が死ぬ可能性がある事を全く考えていない」事が前提となる。例えば自殺するためにわざと自分の乗っている車に放火してもダーウィン賞を受賞することはできないが、自動車泥棒が盗んだ車を処分しようと車内から放火したものの、ドアハンドルが壊れていて脱出できなかった、というケースなら受賞の対象となる。
正常であること — 明確な判断が可能
対象者は精神疾患を持たず、犯罪者である場合は時効を過ぎていなければならない。
真実であること — 事実であることを証明されなければならない
受賞の対象になった話は、信頼できる情報元（確実な目撃者がいるなど）に記録されていなければならない。真実でないことが判明した場合は、受賞資格は与えられない。しかし、面白い話であったとされた場合は、都市伝説の欄に記録される。

## 受賞した事件・事故
※受賞（Winner）事例と次点（Runner-Up）の一部の事例のみ記載。これらは監視カメラや目撃者の証言などからすべてが事実と認定されている。（2015年度のみ、ダーウィン賞受賞後に虚偽のニュースであることが判明し受賞取消となった事例が存在する。下表該当項目参照のこと。）
| 年度   | 種別      | 発生国           | 事由 | 出典   |
| ------ | --------- | ---------------- | --- | ------ |
| 1993年 | 受賞      | カナダ           | トロント・ドミニオン・センターで窓が壊れないことを証明しようとして窓に体当たりした結果、窓を突き破って24階から転落死した弁護士の男性。 | [ 5 ]  |
| 1994年 | 受賞      | アメリカ合衆国   | 商品を盗もうと飲料の自動販売機の上に乗ったが機械が倒れ、その下敷きになって死亡。 | [ 6 ]  |
| 1994年 | 受賞      | アメリカ合衆国   | 1920年7月、イギリスの「ベッドミンスターの悪魔の理髪師」ことチャールズ・スティーブンスが、樽の中に入ってナイアガラの滝から落ちて生還しようとしたが、死亡。 | [ 7 ]  |
| 1995年 | 受賞      | アメリカ合衆国   | 乗用車にJATOを装着して高速道路を走行したところ車が離陸し、高さ約38メートルの崖の壁面に激突。（都市伝説扱い） | [ 8 ]  |
| 1995年 | 次点      | エジプト         | 井戸に落ちたニワトリを助けようと中に降りたが、次々と溺死した6人の男女。その後引き上げられたニワトリは無事だった。 | [ 9 ]  |
| 1996年 | 受賞      | ポーランド       | 男らしさを誇示しようとチェーンソーで自らの首を切断。 | [ 10 ] |
| 1996年 | 次点      | インド           | 動物園のトラの首に新年を祝う花輪を掛けようと、檻に侵入して襲われた酔っ払い2人。（1人死亡、1人生存） | [ 11 ] |
| 1997年 | 受賞      | アメリカ合衆国   | 「女にペニスを切断された」と主張していたが、実は自分で切断していた男。（生存） | [ 12 ] |
| 1997年 | 次点      | アメリカ合衆国   | 鉄道橋からバンジージャンプを行ったが、紐が長すぎたため頭から地面に激突し死亡。 | [ 13 ] |
| 1998年 | 受賞      | アルゼンチン     | 口喧嘩の末に8階の自宅バルコニーから投げ落とした妻が電線に引っかかっているのを見て、追撃のためか救出のためか自らも飛び降り、そのまま地面に激突して死亡した夫。妻は近くのバルコニーから救助された。 | [ 14 ] |
| 1998年 | 受賞      | イギリス         | 川の全橋からの飛び込みを達成後、立体駐車場から浅瀬（水深3フィート）に飛び込み、頭を強打して死亡した男性。 | [ 15 ] |
| 1998年 | 次点      | アメリカ合衆国   | 水槽掃除を手伝っている最中にふざけて飲み込んだ魚が喉に詰まり窒息死。 | [ 16 ] |
| 1999年 | 受賞      | イスラエル       | 夏時間と通常時間を取り違えて時限爆弾を設定し、運搬中に爆死した3人のパレスチナ人テロリスト。 | [ 17 ] |
| 1999年 | 受賞      | アメリカ合衆国   | シャチのティリクムと泳ごうと夜中に水族館のプールに忍び込み、水中に引きずり込まれ死亡。 | [ 18 ] |
| 1999年 | 次点      | カンボジア       | 酒を飲んでいる最中に裏庭から対戦車用地雷を発見、ロシアンルーレットと称して3人が次々とその上に飛び乗り、爆発して全員死亡。 | [ 19 ] |
| 2000年 | 受賞      | アメリカ合衆国   | ベルトコンベア式の木材製材機が詰まったので電源を入れたまま直しに向かい、解決した次の瞬間、機械に巻き込まれて死亡。 | [ 20 ] |
| 2000年 | 受賞      | フィリピン       | ハイジャックに失敗し手製のパラシュートを背に飛行機から脱出するもパラシュートが開かず死亡。乗客乗員は全員無事であった。（フィリピン航空812便ハイジャック事件） | [ 21 ] |
| 2000年 | 受賞      | オーストラリア   | フォークリフトの安全講習ビデオを撮影の際、速度の出し過ぎとシートベルト未着用により投げ出されて死亡。 | [ 22 ] |
| 2000年 | 受賞      | アメリカ合衆国   | 飼い犬の脱走防止のため、庭を囲う形で120ボルトの電気柵を自作。その付近でトマトを栽培し、収穫しようと手を伸ばした際に誤って柵に触れ感電死。 | [ 23 ] |
| 2000年 | 受賞      | アメリカ合衆国   | 自分が虐待していた同棲相手の10歳の息子に包丁を持たせ、「俺が憎いなら刺してみろ」と挑発し、一度包丁を置いた息子にそれを再び持たせてなおも挑発した結果、ついに刺殺された男。救急センターで発した最期の言葉は「ガキがこんなことをするなんて信じられるか？」だった。                                                                                            | [ 24 ] |
| 2000年 | 次点      | アメリカ合衆国   | セミオート拳銃でロシアンルーレットを行い死亡。 | [ 25 ] |
| 2000年 | 次点      | アメリカ合衆国   | 飲酒とマリファナ喫煙の上で、恋人とホテルの屋根に枕と毛布を持ちこんで就寝。寝ている間に転落死した女。 | [ 26 ] |
| 2001年 | 受賞      | アメリカ合衆国   | 納税期限に間に合わせるため郵便局へ急ぐ道中、踏切を走行中の列車を弾き飛ばそうと突っ込み、反対に弾き飛ばされ死んだドライバー。 | [ 27 ] |
| 2001年 | 受賞      | ガーナ           | 呪術的なローションを2週間使用した後、不死身になったことを確認するため友人に自らを撃たせ死亡。 | [ 28 ] |
| 2001年 | 受賞      | クロアチア       | 2001年5月、大学生が手榴弾でジャグラーをしており、落として死亡。 | [ 29 ] |
| 2001年 | 受賞      | アメリカ合衆国   | アスファルト溶液のタンク内で灯りのためガストーチを使用し、引火して爆死。 | [ 30 ] |
| 2001年 | 受賞      | メキシコ         | チワワ州にあるクリスタルの洞窟において、天井から生えている巨大なセレナイト結晶を盗掘しようと試みたが、真下に立っていたため落ちてきたクリスタルの下敷きになり死亡した男。 | [ 31 ] |
| 2001年 | 受賞      | アメリカ合衆国   | 山道を車で走行中にブレーキが利かなくなり、同乗者8人に何も告げず車から脱出し、頭を強打して死亡した運転手。なお、車は残された同乗者の操作によりすぐに停止したため、同乗者に怪我人は出ず。 | [ 32 ] |
| 2002年 | 受賞      | ノルウェー       | 電車に落書きしようと登った17歳の男性が、主電源線に触れ感電死。 | [ 33 ] |
| 2002年 | 受賞      | バングラデシュ   | 2002年3月31日、バングラデシュで、ギャング映画を見過ぎていた6人のハイウェイ強盗が、真夜中に車でバイパスを封鎖するも、牛を積んだトラックは止まることができず封鎖を突き抜け、牛一頭と5人の強盗が死亡し、残る1人も重傷を負った。 | [ 34 ] |
| 2002年 | 受賞      | イギリス         | 2002年9月29日、パリで流行のヤマカシ(パルクール)に影響を受けた22歳の青年が、友人らとパブに行ったあと立体駐車場に行き、立体駐車場から隣の立体駐車場へのジャンプに挑戦するも、着地したあと後ろによろめき約40フィート(約12m)の高さから転落死。 | [ 35 ] |
| 2003年 | 受賞      | イギリス         | 43歳の女性がタバコ吸いたさに、高速道路を走るバスを勝手にドアを開け降りようとして死亡。 | [ 36 ] |
| 2004年 | 受賞      | アメリカ合衆国   | タラハシーのクレマン プラザ駐車場には、5階から途切れることない長い滑り台に最適な階段の手すりがあり、24歳の男性がその手すりに飛び乗ろうとして飛び越えてしまい、落下して死亡。警察の捜査によれば、酔っていたことが原因となった可能性を指摘。 | [ 37 ] |
| 2004年 | 受賞      | アメリカ合衆国   | 足でハンドルを握り本を読んでバイクを運転していたが、コントロールを失い、投げ出された男性 ※そのあとバイクは右のガードレールに激突した。 | [ 38 ] |
| 2005年 | 受賞      | クロアチア       | 手榴弾を重りに用いた煙突掃除の器具を製作中、爆発して死亡。 | [ 39 ] |
| 2005年 | 受賞      | 南アフリカ共和国 | ブルームフォンテーン動物園で、カップルの女性から携帯電話とハンドバックを盗んだ強盗の2人組のうちの1人がフェンスを乗り越え逃げた先が、ベンガルトラの住処で、トラに襲われ死亡。 | [ 40 ] |
| 2005年 | 受賞      | 南アフリカ共和国 | 大規模な雷雨の影響で橋が鉄砲水で浸水しているので渡らないように警告したが無視をして橋を渡って死亡したBMW X3の運転手の女性 | [ 41 ] |
| 2005年 | 受賞      | ベトナム         | 偶然発見した古い雷管が起爆しないことを証明するため、これを口にくわえた上で友人に電線を繋がせたところ、爆発して死亡。 | [ 42 ] |
| 2005年 | 受賞      | スイス           | スイス陸軍の中尉が自身の隊に急襲訓練を行うことを個人的に思い立ち、銃剣を手に隊員を襲撃するも、驚いた隊員に銃殺される。 | [ 43 ] |
| 2005年 | 受賞      | アメリカ合衆国   | 友人の車の後部座席に乗っているもシートベルトをしなかったため、ドライブ中にフォードエクスプローラーが氷にぶつかり、車から吹っ飛んでしまい、頭を強打をし死亡した男性。ちなみに男性は成績優秀だったが、シートベルト反対派だった。 | [ 44 ] |
| 2005年 | 受賞      | アメリカ合衆国   | 深夜に2人で高速道路の陸橋からぶら下がり、勝負をしていたおり、1人はすぐに降りたが、もう1人は長時間ぶら下がったため、登り切れることができずそのまま道路に落下しそのあと轢れて死亡した男性 | [ 45 ] |
| 2006年 | 受賞      | イギリス         | 33歳の男性が、新しく購入したジャケットが刺し傷に強いかどうかテストするため、着た状態でジャケットを刺し自身の胸に届き死亡。 | [ 46 ] |
| 2007年 | 受賞      | アメリカ合衆国   | 1.5リットルのシェリー酒を使って自ら浣腸を行い、アルコールの過剰摂取で中毒死したアルコール依存症の男。 | [ 47 ] |
| 2007年 | 次点      | アメリカ合衆国   | 車で走行中にシガーライター部分に電源を繋いだノートパソコンを使用し、脇見運転のため対向車と衝突して死亡。 | [ 48 ] |
| 2008年 | 受賞      | ブラジル         | アデリール・アントニオ・デ・カルリ。トラック運転手向けの霊的な休憩所を作る資金を集めようと、デッキチェアに1000個の風船を取り付けて飛び立ったが遺体となって発見された神父。一度海上から救助要請があるも、彼は所持していたGPSの使い方を知らず、レスキュー隊は場所を特定できなかった。                                                                         | [ 49 ] |
| 2008年 | 受賞      | アメリカ合衆国   | 1月、ペンシルベニア州で、複数のボディピアスをしている23歳の男性が、職場で通電テスターを両乳首の金属製のピアスに繋げて通電させて死亡。 | [ 50 ] |
| 2009年 | 受賞      | ベルギー         | 銀行のATMを破壊しようとダイナマイトを使用し、建物の崩落に巻き込まれて死亡した窃盗犯2人。事件当時建物には他に誰もいなかった。 | [ 51 ] |
| 2010年 | 受賞      | 韓国             | エレベーターに入る直前で扉が閉まったことに腹を立てた男性が、電動車いすで扉に2度体当たりをし扉を破壊してそのまま昇降路へ落下し死亡。 | [ 52 ] |
| 2011年 | 受賞      | アメリカ合衆国   | オートバイのヘルメット着用義務化に抗議するため、ヘルメット不着用で走行している最中に事故を起こし、頭を打って死亡。 | [ 53 ] |
| 2012年 | 受賞      | アメリカ合衆国   | ボトルの中の液体を酒だと思って飲んだらガソリンだったため、慌てて吐き出し服がガソリンまみれになった。口直しのためにタバコに火をつけようとして引火し焼死。 | [ 54 ] |
| 2013年 | 受賞      | アメリカ合衆国   | 酔っ払いが鉢植えに登って遊んでいたところエレベーターが行ってしまったため、扉をこじ開けケーブルをつかんで降りようとしたところ、そのまま落下して死亡。 | [ 55 ] |
| 2014年 | 受賞      | イギリス         | コックリングが取れなくなりペニスを失う。病院に行くまで3日間うっ血した状態で過ごし、しかもチタン製だったため病院でもなかなか切除できなかった。（生存） | [ 56 ] |
| 2014年 | 受賞      | オランダ         | デ・カイプ帰りの熱狂的サッカーファンがごった返すロッテルダムのとある駅にて、2人の熱狂的サッカーファンの男性が度胸試しを行った。一人は列車が自分の上をスルーするようにとレールの真ん中に寝そべり、もう一人は列車にギリギリ轢かれない程度のレールの近くに寝そべったが、列車は二人が思ったより幅が広くて床が低かったため、結局二人とも轢死した。（ダブル受賞） | [ 57 ] |
| 2015年 | 受賞 取消 | カナダ           | イスラム教問題で揺れる2015年のカナダ総選挙で、スカーフなどで顔を隠すことの是非が争点となった。あえて顔を隠して投票をする運動が若者に広がるなか、ポリ袋をかぶって投票しようとした若者が、投票の列に並んでいる間に窒息死した…と言う記事がダーウィン賞に選ばれたが、後にフェイクニュースであることが判明し、受賞は取り消された。                               | [ 58 ] |
| 2015年 | 受賞      | クロアチア       | 刑務所内で危険な行動をとったため、クールダウンの為に独房に移されたとある囚人。こっそりライターを持ち込み、ゴム製の壁を焼いたところ、発生したガスで窒息死。クロアチア国内初の囚人の死亡事故。 | [ 59 ] |
| 2016年 | 受賞      | アメリカ合衆国   | シートベルトとズボンを着用せずに自慰行為をしながら車を運転していた男。カーブで横転し、車外に放り出されて死亡。 | [ 60 ] |
| 2016年 | 受賞      | アメリカ合衆国   | 走行中のバンの屋根にマットレスを敷いて寝ていた女。マットレスは車に固定されておらず、バンが縁石に乗り上げた際にずれ落ちて死亡。運転者は無免許だった。 | [ 61 ] |
| 2017年 | 受賞      | メキシコ         | 新しいプロフィール画像を撮影しようと滑走路上でセルフィー（自撮り）をしていた二人の女性。着陸する小型機に気付かずにいたため、その翼に頭を強く打たれて死亡。（ダブル受賞） | [ 62 ] |
| 2017年 | 受賞      | 日本             | 倉庫の天井の電球を交換するため、フォークリフトのフォーク部に37個の木製パレットを積み上げ、その上に自分が乗った状態で持ち上げてもらった結果、パレットが崩れ落ちて転落死した男性。 | [ 63 ] |
| 2018年 | 受賞      | インド           | ジョン・アレン・チャウ。外部との接触を拒む先住民族の島に一方的に立ち入り、殺害された宣教師。 | [ 64 ] |
| 2019年 | 受賞      | アメリカ合衆国   | 自動車が通れないように跳ね上げられた状態の跳ね橋をジャンプ台に見立て、助走をつけた自動車で飛び越そうとしたが失敗し、自動車ごと川に落ちて溺死した2人の男性。 | [ 65 ] |
| 2019年 | 受賞      | アメリカ合衆国   | ドアを開くと引き金が引かれるブービートラップを自宅に設置し、自身が罠にかかり死亡した60代男性。 | [ 66 ] |
| 2019年 | 受賞      | アメリカ合衆国   | ベテランパイロットの50代男性。新型の小型機を拠点の空港まで空路で輸送中、コクピット内に燃料が漏洩していることが発覚。しかしパイロットはそれを放置し2度目の離陸。念のため電気系統をオフにして3度目の離陸後、足元の燃料に気を取られ墜落し死亡。 | [ 67 ] |
| 2020年 | 受賞      | 日本             | 雪に覆われた10月の富士山に、スマートフォンで生配信しながら軽装備で登山した40代男性。アイスバーンで足を滑らせ垂直高度で約700m滑落して死亡（富士山ライブ配信滑落死事故）。 | [ 69 ] |
| 2020年 | 受賞      | オーストラリア   | 高さ約30mの見晴台の防護柵上で逆立ちを試みた男。バランスを崩しセノーテに転落して死亡。 | [ 70 ] |
| 2020年 | 受賞      | アメリカ合衆国   | とある美術商の冒険記に記された秘宝（Fenn treasure）を発掘するため、ユタ州とコロラド州にまたがる険しい山地に軽装備で二度探検に出かけ、二度とも遭難した58歳の男性。一度目は山岳救助隊に救助されて下山することができたが、二度目は助からず死亡した。 | [ 71 ] |
| 2021年 | 受賞      | アメリカ合衆国   | MH-53で飛行中、本来の用法とは異なるハーネスの着け方をした上で空中でスーパーマンのポーズをし、ベルトが外れて転落死した海軍将校。この事例は2005年のイラク戦争中に発生したものだが、ダーウィン賞として認定されたのは2021年である。 | [ 72 ] |
| 2021年 | 受賞      | アメリカ合衆国   | ハーヴェイ・ファイト。採石場を石造の彫刻庭園「Opus 40」に作り替える制作作業中、電動芝刈り機に乗って敷地内の12フィートの崖から転落死した。この事例は1976年に発生したものだが、ダーウィン賞として認定されたのは2021年である。 | [ 73 ] |
| 2021年 | 受賞      | アメリカ合衆国   | 高速道路で接触事故を起こし、どちらが悪いか口論している途中に別の車に追突されて死亡した2人。 | [ 74 ] |
| 2022年 | 受賞      | アメリカ合衆国   | 洗車場に車を乗り入れ、ギアがパーキングに入っていない状態で車から降り、前進した車に轢かれて死亡した56歳の男性。 | [ 75 ] |
| 2022年 | 受賞      | アメリカ合衆国   | 飼育していた毒ヘビに噛まれ、ヘビ毒が原因で死亡した男性。この男性が飼育していたヘビは124匹に及んだ。 | [ 76 ] |
| 2022年 | 受賞      | アメリカ合衆国   | マグマを噴出させている危険な火山があるため立入禁止になっている国立公園に侵入し、夜に光り輝くマグマを見ようとして死亡した老人。 | [ 77 ] |
| 2022年 | 受賞      | イタリア         | ミネラルウォーターを盗むために店の倉庫に忍び込んでボトルを手にしたところ、他に積まれていた大量のボトルが荷崩れを起こし、それに巻き込まれて圧死した男性。 | [ 78 ] |
| 2022年 | 受賞      | スペイン         | 崖の上から、30メートル下の海にダイビングしようとして飛び降り、水面に叩きつけられて死亡したプロサッカー選手。 | [ 79 ] |
| 2022年 | 受賞      | ウクライナ       | ロシア・ウクライナ紛争の戦場で、捨てられたノートパソコンを見つけ、これを持ち帰ろうとしたがウクライナ軍に射殺されたロシア軍の兵士。彼はノートパソコンを持ち帰るためにボディアーマーの防弾板を抜き、ノートパソコンと入れ替えていたため、銃弾を防ぐことができずに死亡した。                                                                                    | [ 80 ] |

## 批判
ダーウィン賞の受賞要項は「愚かな行為により死亡する、もしくは生殖能力を無くすことによって自らの劣った遺伝子を抹消し、人類の進化に貢献した人に贈られる賞」として規定されているが、賞の根拠である「愚かな行為」の原因となり得る遺伝子は確認されておらず、従って遺伝的継承の実在も未証明であることから、メディア等でダーウィン賞が取り上げられる際に進化論に関する誤用の一例として紹介されることがある。
また、ダーウィン賞がブラックジョークの一種であることを踏まえた上で、優生学や社会ダーウィニズムと賞の内容の近似性を指摘する意見もある。
2020年に受賞した日本人男性の事例では、ダーウィン賞公式サイトでの事件の紹介が実態と乖離したミスリードとなっていたことが指摘されており、賞の信頼性を疑問視する意見もある。また、死者に対する価値観や優生思想の助長という懸念から、賞そのものに対する批判がある。